# Günter Törner
Günter Törner (* 29. Juli 1947 in Gießen) ist ein deutscher Mathematiker und Hochschullehrer. Er ist Professor für Mathematik in Duisburg. In über 100 Fachpublikationen bzw. Monographien, als Organisator internationaler Konferenzen und Projekte in Mathematik und mathematischer Ausbildung und als Mitglied diverser wissenschaftlicher Gesellschaften beschäftigt er sich mit Fragestellungen aus den Gebieten der Diskreten Mathematik, (Nichtkommutativen) Algebra, Optimierungsrechnung und Mathematikdidaktik.

## Leben
Günter Törner wurde in Gießen als Sohn von Emmi Törner und des kaufmännischen Angestellten Otto Törner geboren, ist neuapostolisch und studierte ab 1968 an der Universität Gießen, wo er von 1972 bis 1975 Assistent am Mathematischen Institut tätig war und er 1972 sein Diplom als Mathematiker machte sowie im Jahr 1974 bei Benno Artmann und Günter Pickert mit der Arbeit Eine Klassifizierung von Hjelmslev-Ringen und Hjelmslev-Ebenen zum Dr. rer. nat. promoviert wurde. Sein Studium und Promotionsstudium absolvierte er als Stipendiat der Studienstiftung des Deutschen Volkes, seine Dissertation wurde 1975 von der Universität Gießen ausgezeichnet. Nach einer Zwischenstation in den Jahren 1975 bis 1978 als Dozent für Didaktik der Mathematik an der Technischen Hochschule Darmstadt, währenddessen er sich mit der Arbeit Über den Stufenaufbau von Hjelmslev-Ebenen 1977 habilitierte, und im Jahr 1978 als Wissenschaftlicher Rat und Professor an der Gesamthochschule Paderborn folgte er im Jahr 1978 im Alter von 31 Jahren einem Ruf als ordentlicher Professor für Mathematik und Didaktik der Mathematik an die „Universität-Gesamthochschule Duisburg“ (heute Universität Duisburg-Essen), wo er noch heute als Leiter der Arbeitsgruppe Diskrete Mathematik, Algebra tätig ist. Hier hat er jeweils über 10 Mathematik-Doktoranden und Doktoranden in der Didaktik der Mathematik betreut.
Törner lebt in Moers, ist verheiratet mit Annegret Törner, geborene Meinerzhagen, und hat mit ihr den Sohn Daniel. Er war bzw. ist Vorstandsmitglied der Deutschen Mathematiker-Vereinigung (DMV), Mitglied in der Gesellschaft für Operations Research, Chairman des Mathematical Education Committee der European Mathematical Society, Gründungsmitglied des Deutschen Zentrums für Lehrerbildung Mathematik (DZLM) und Beirat in der Gesellschaft für Didaktik der Mathematik.

## Werk
Törner startete seine wissenschaftliche Forschung mit der Betrachtung von so genannten Hjemslev-Ebenen (H-Ebenen). Dies sind projektive Inzidenzstrukturen, in denen zwei Punkte u. U. mehr als eine Verbindungsgerade bzw. zwei Geraden mehr als einen Schnittpunkt haben – was der anschaulichen „Unschärfe“ beim realen Zeichnen Rechnung trägt. Für den desarguesschen Fall ist das Koordinierungsproblem gelöst, es ergeben sich als Koordinatenbereiche so genannte Hjemslev-Ringe (H-Ringe). Unter (nicht notwendig kommutativen) H-Ringen werden lokale Ringe verstanden, deren Links-(Rechts-)Idealverband linear geordnet ist – solche Ringe nennt Törner Kettenringe –, deren Nullteiler zweiseitig sind und das maximale Ideal bilden. Diese Ringe führen wiederum zu den nichtkommutativen Bewertungsringen. Einen Schwerpunkt der Törner’schen Forschung in über 40 Artikeln bilden dann die so genannten Rechtskettenringe, insbesondere im endlichen Fall. Sie finden Verwendung in so unterschiedlichen Gebieten wie Codierungstheorie, Scheduling Theorie und Optimierungstheorie.
Ein weiterer Interessenschwerpunkt von Törner sind die Lernziele, Inhalte und Lehrmethoden in der Unterrichtung von Mathematik. So war die Methodik des Problemlösens bis in die 1980er Jahre nur Fokus im Mathematikunterricht in den USA, durch seine Veröffentlichungen und Monographien hat dieser Aspekt teilweise auch in deutsche Curricula Einzug gefunden. In der Beschäftigung mit diesem Thema stieß er auf irreführende und unzureichende mathematische Normen, Überzeugungen, Hintergrundtheorien und (Leit-)Vorstellungen über Mathematik. Während es wieder nur im amerikanischen Raum zahlreiche Forschungsarbeiten über „mathematical beliefs“ bis weit in die neunziger Jahre gab, war Törner dann mit diesem Fokus Initiator einer Serie von Workshops im
Mathematischen Institut Oberwolfach und anschließenden Proceedings bzw. Monographien. Schlussendlich ist Törner Gründungsmitglied des DZLM, einer bundesländerübergreifenden, zentralen Anlaufstelle für die Lehrerfortbildung im Fach Mathematik, im Jahr 2005 mitinitiiert von der Deutsche Telekom Stiftung. Hier legte er den Fokus auf Angebote für Lehrende, die andere im Sinne eines Multipliaktorenprinzips fortbilden und begleiten, dies gebündelt unter anderem in den Programmen Mathematics become differently. und Continuous Professionell Development CPD.

## Schriften (Auswahl)
- Unzerlegbare, injektive Moduln über Kettenringen. In: Journal für die Reine und Angewandte Mathematik. Band 285, 1976, S. 172–180.
- Über den Stufenaufbau von Hjelmslev-Ebenen. Selbstverlag des Mathematisches Institut der Justus-Liebig-Universität Gießen, Gießen 1977 (= Mitteilungen aus dem Mathematischen Seminar der Universität Gießen. Heft 126) Zugleich Dissertation TH Darmstadt 1977.
- mit anderen: Lineare Algebra. Kollegtext. 1981.
- mit anderen: Fachdidaktik der Analysis. 1983.
- mit H. Brungs: Extensions of Chain Rings. In: Mathematische Zeitschrift. Band 185, 1984, S. 93–104 doi:10.1007/BF01214974.
- mit H.-J. Arnold, W. Junkers, W. Kühnel und H. Wefelscheid (Hrsg.): Beiträge zur Geometrischen Algebra und ihren Anwendungen. In: Proceedings des 2. Duisburger Symposiums über Geometrische Algebra und ihre Anwendungen. Universität Duisburg 1987.
- mit M. Ferrero: Rings with chain annihilator conditions and right distributive rings. In: Proceedings of the American Mathematical Society. Band 119, 1993, S. 401–405.
- mit H. Brungs: Locally invariant and semi-invariant right cones. In: Communications in Algebra. Band 37, 2009, S. 2616–2626.
- mit H. Brungs: /-compact right chain domains. In: Journal of Algebra and its Applications. Band 10, 2011, S. 1107–1139.